# Cratere Talsi
Talsi  è un cratere sulla superficie di Marte.